# 1959 en science-fiction
| Années de la science-fiction : 1956 - 1957 - 1958 - 1959 - 1960 - 1961 - 1962    |
| Décennies de la science-fiction : 1920 - 1930 - 1940 - 1950 - 1960 - 1970 - 1980 |

L'année 1959 a été marquée, en matière de science-fiction, par les événements suivants.

## Naissances et décès

### Naissances
- 20 janvier : Robert Anthony Salvatore, écrivain américain.
- 26 janvier : Ayerdhal, écrivain français, mort en 2015.
- 13 juin : Maurice G. Dantec, écrivain français, mort en 2016.
- 31 octobre : Neal Stephenson, écrivain américain.

## Prix

### Prix Hugo
- Roman : Un cas de conscience (A Case of conscience) par James Blish
- Nouvelle longue : La Grande Cour de devant (en) (The Big Front Yard) par Clifford D. Simak
- Nouvelle courte : Le Train pour l'Enfer (en) (That Hell-Bound Train) par Robert Bloch
- Film de science-fiction ou de fantasy : prix non décerné
- Magazine professionnel : The Magazine of Fantasy & Science Fiction, édité par Anthony Boucher et Robert P. Mills (en)
- Artiste professionnel : Frank Kelly Freas
- Magazine amateur : Fanac, édité par Ron Ellik et Terry Carr
- Nouvel auteur de 1958 : prix non décerné (mais Brian Aldiss a reçu une plaque en tant que vice-champion)

## Parutions littéraires

### Romans
- Dorsaï par Gordon R. Dickson.
- Étoiles, garde-à-vous ! par Robert A. Heinlein.
- Le Temps meurtrier par Robert Sheckley.
- Les Sirènes de Titan par Kurt Vonnegut.

### Recueils de nouvelles et anthologies
- L'avenir commence demain par Isaac Asimov.

### Nouvelles
- Des fleurs pour Algernon par Daniel Keyes.
- Une statue pour père par Isaac Asimov.
- Vous les zombies par Robert A. Heinlein.
- Au bazar des mondes par Robert Sheckley.

### Bandes dessinées
- L'Ouragan de feu, 2e album de la série Lefranc, écrit et dessiné par Jacques Martin.

## Sorties audiovisuelles

### Films
- La Bataille interplanétaire par Ishirō Honda.
- The Cosmic Man par Herbert S. Greene.
- Le Dernier Rivage par Stanley Kramer.
- The Hideous Sun Demon par Robert Clarke.
- Le Monde, la Chair et le Diable par Ranald MacDougall.
- Le Pionnier de l'espace par Robert Day.
- Plan 9 from Outer Space par Ed Wood.
- Le Retour de la mouche par Edward Bernds.
- La Souris qui rugissait par Jack Arnold.
- Voyage au centre de la Terre par Henry Levin.